# Akira (actor)
Ryōhei Kurosawa (黒沢 良平 Kurosawa Ryōhei?,  Yokohama, Prefectura de Kanagawa, 23 de agosto de 1981), mejor conocido bajo su nombre artístico de Akira (アキラ?), es un bailarín y actor japonés, conocido por ser miembro de los grupos Exile y Exile The Second. Debido a su afiliación con ambos grupos, es también conocido bajo el nombre de Exile Akira.

## Biografía
Kurosawa nació el 23 de agosto de 1981 en la ciudad de Yokohama, Kanagawa, pero se trasladó junto a su familia a Iwata, Shizuoka, cuando tenía tres años. Comenzó a bailar a la edad de dieciséis en clubes de baile en Shizuoka. Posteriormente se mudó a Tokio, donde fundó la agencia de talentos "Makidai & USA". En diciembre de 2004, Kurosawa debutó como bailarín en el grupo Rather Unique. En junio de 2006, se unió al grupo Exile como bailarín.
Kurosawa, ahora conocido bajo el nombre de Akira, comenzó a trabajar como actor en marzo de 2006 apareciendo en la obra No.1 Attack del grupo teatral Gumi Honan. Desde su debut, ha actuado en varias series de dramas, incluyendo una nueva versión de Great Teacher Onizuka, la cual fue estrenada por Fuji TV en julio de 2012.
En 2015, Akira proporcionó la voz de Mad Max en el doblaje japonés de la película Mad Max: Fury Road. En septiembre de 2016, se anunció que se uniría al grupo Exile The Second como bailarín.

## Vida personal
El 6 de junio de 2019, anunció su matrimonio con la actriz taiwanesa Lin Chi-ling, con quien había comenzado a salir en 2018. En noviembre de 2019, realizaron una ceremonia en Taiwán. Su primer hijo, un varón, nació el 31 de enero de 2022.

## Grupos y unidades
- Rather Unique (2004 - 2006)
- Rag Poung (2006)
- Exile (2006 - presente)
- ®ag Poung (2015 - presente)
- Exile The Second (2016 - presente)

## Filmografía

### Televisión
- Around 40 - Chuumon no Ooi Onnatachi (2008, TBS) como Tatsuya Ogata
- Toomawari no Ame (2010, NTV) como Yasushi Kikuchi
- Tumbling (2010, TBS) como Yutaka Kashiwagi
- Gō: Hime-tachi no Sengoku (2011, NHK) como Hidekatsu Toyotomi
- Case Closed (2011, YTV) como Yūhei Tsubouchi
- 3.11 Sonohi, Ishinomaki de nani ga okita no ka 〜 6-mai no Kabeshinbun (2012, Nippon TV) como Kōzō Mizunuma
- Great Teacher Onizuka (2012, Fuji TV) como Eikichi Onizuka
- Biblia koshodō no Jiken Techō (2013, Fuji TV) como Daisuke Goura
- Honey Trap (2013, Fuji TV) como Yuichi Miyama
- Tokkō Jimuin Minowa (2014, Nippon TV) como Pizzeria
- Great Teacher Onizuka 2 (2014, Fuji TV) como Eikichi Onizuka
- HEAT (2015, Fuji TV) como Tatsuya Ikegami
- High & Low - The Story of S.W.O.R.D. (2015, NTV) como Kohaku
- High & Low - The Story of S.W.O.R.D. 2 (2016, NTV) como Kohaku
- Night Hero NAOTO (2016, TV Tokyo) como Bailarín[7]
- Keiji Yugami (2017, Fuji TV) como Yorimichi[8]

### Películas
- Hana Yori Dango Final (2008) como Sunny
- Yamagata Scream (2009) como Santaro
- Be Sure to Share (2009) como Shirō Kita
- Legend of the Fist： The Return of Chen Zhen (2010) como Sasaki
- Hanjiro (2010) como Yaichiro Nagayama
- Working Holiday (2012) como Yamato Okita
- Kusahara no Isu (2013) como Kagiyama
- Unfair: The Rnd (2015) como Masaomi Takebe
- High & Low: The Movie (2016) como Kohaku
- Silence (2017)
- Tatara Samurai (2017) como Shin'nosuke Amako
- Kono Michi (TBA) como Kōsaku Yamada

### Show de variedades
- Exile Generation (NTV, January 2009 - March 2010)
- EXH: Exile House (TBS, April 2009 - March 2010)
- Hiruxile (NTV, April 2010 - March 2011)
- EXE (TBS, April 2010 - September)
- Exile Tamashii (MBS TV MBS, TBS, October 2010)